# Ooctonus wagneri
Ooctonus wagneri är en stekelart som beskrevs av Soyka 1941. Ooctonus wagneri ingår i släktet Ooctonus och familjen dvärgsteklar.
Artens utbredningsområde är Tyskland. Inga underarter finns listade i Catalogue of Life.